# Anguana

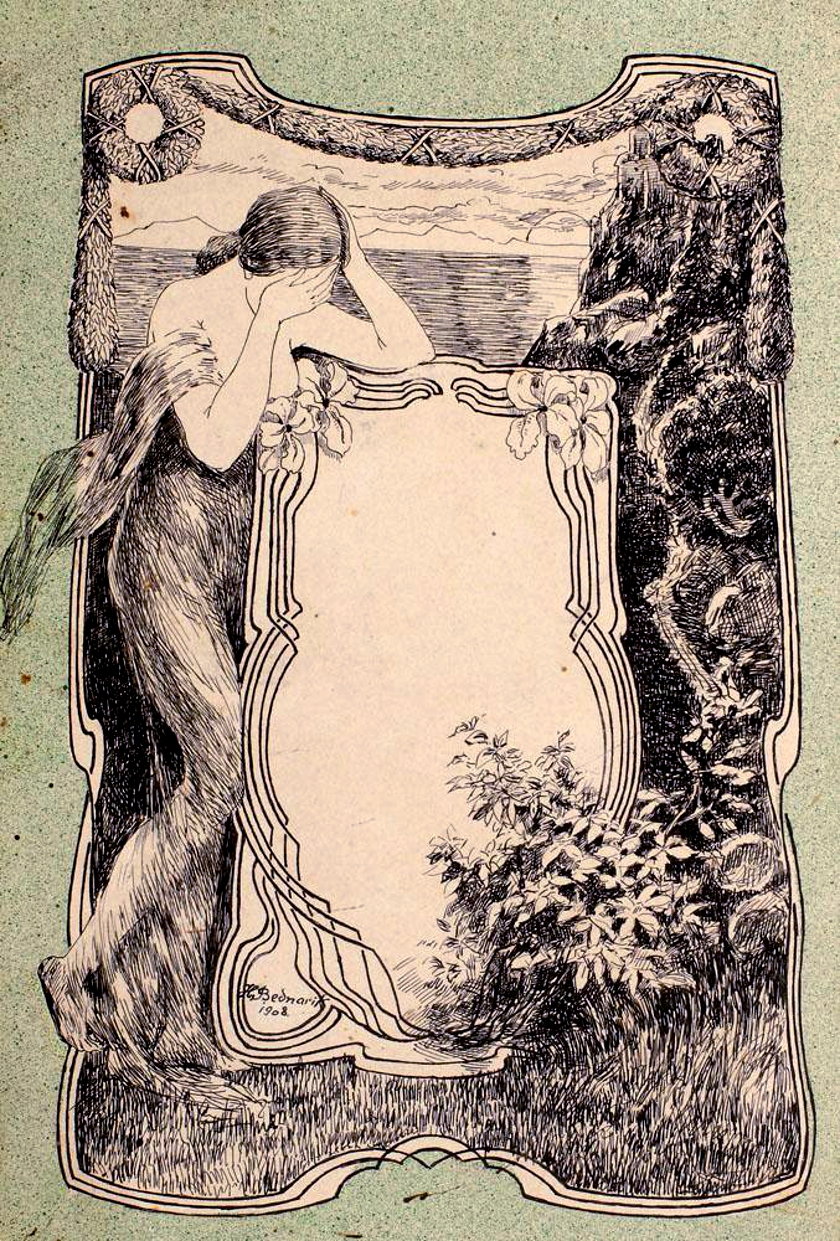
Rappresentazione artistica di una "fata dell'acqua", una creatura identificabile con l'Anguana (1908)

L'anguana è una creatura associata all'acqua, dalle caratteristiche in parte simili a quelle di una ninfa e tipica della mitologia alpina.
Nella mitologia greca si accenna ad alcune creature acquatiche e femminili che poi diedero il nome alle isole Cicladi, identificabili con l'anguana.

## La tradizione
Storie sulle anguane (agane nelle tradizioni friulane, carniche e ladine dolomitiche) si ricordano soprattutto nelle regioni pedemontane e montane (Veronese, Vicentino, Carnia, Valli delle Prealpi Carniche, Valli del Natisone, Val Badia, Val Gardena, Livinallongo del Col di Lana, Val di Fassa, Valle d'Ampezzo, Cadore), ma sono creature fatate anche di altre zone, per esempio del folclore della Laguna di Grado e di Marano. Leggende sulle anguane sono attestate anche in Romagna (probabilmente dovute alle tradizioni transalpine che si sono mantenute in questa zona a causa delle invasioni celtiche) come riportato da studi di Anselmo Calvetti, Eraldo Baldini, Renato Cortesi e altri.
Le anguane presentano caratteristiche e nature diverse a seconda delle varie leggende e delle località. Sono conosciute anche come subiane, aganis, ogane, gane, vivane, pagane, zubiane, acquane, longane.
L'antico termine anguana lo si può trovare nel De Ierusalem celesti, opera scritta da Frate Jakomin da Verona (Giacomino da Verona) nel XIII secolo. Le anguane sono presenti nella celebre, e antichissima, Saga dei Fanes, racconto mitologico delle Dolomiti, conosciuto soprattutto nella versione scritta da Karl Felix Wolff nel 1932.
Generalmente le anguane sono rappresentate come spiriti della natura affini alle ninfe del mondo romano (probabile modello originario del mito), i cui caratteri molto spesso si fondono però con quelli delle ondine e altre figure della mitologia germanica e slava (le rusalki in particolare). In molte zone del Friuli il loro mito si sovrappone e si confonde con quello delle Krivapete (tipiche invece delle grotte e delle montagne), con le quali condividono numerose leggende. Alcune storie affermano che le anguane, al pari di altre creature mitiche, fossero donne morte di parto, o anche fanciulle morte giovani, oppure anime di bambine nate morte, oppure ancora donne nate avvolte nel sacco amniotico (le si potrebbe definire, perciò, benandanti al femminile). Secondo altre tradizioni erano donne dei boschi, dedite ad un culto pagano (fondendone evidentemente il mito con la realtà delle religioni sciamaniste ancora vive in Friuli e in Carnia almeno sino al XVII secolo), ma erano perlopiù considerate figure non umane appartenenti al mondo degli spiriti.
Vengono descritte frequentemente come giovani donne, spesso molto attraenti e in grado di sedurre gli uomini e trascinarli in acqua, talvolta facendo loro il solletico fino a farli involontariamente affogare (caratteristica, questa, che le accomuna alle Rusalki ed altre creature simili); altre volte però appaiono invece come esseri per metà ragazze e per metà rettile o pesce, in grado di lanciare forti grida (in Veneto esisteva, fino a poco tempo fa, il detto "Sigàr come n'anguana", gridare come un'anguana). In altre storie sono delle anziane magre e spettrali, o figure notturne che si dileguano sempre prima che chi le incontra sia in grado di vederne il volto. Vestite, nelle leggende friulane, quasi sempre di bianco, altre tradizioni affermano che amassero, invece, i colori brillanti e accesi, come il rosso e l'arancione (in rari casi appaiono con stracci logori di colore nero).
In ogni caso le leggende sulle anguane hanno in comune la presenza, in queste creature, di uno o più tratti non umani: piedi di gallina, di anatra o di capra, gambe squamate, una schiena "scavata" (che nascondono con del muschio o con della corteccia).
L'altro elemento comune su cui tutte le leggende concordano è che le anguane vivono presso fonti e ruscelli e sono protettrici delle acque. Talvolta anche dei pescatori (ai quali, se trattate con rispetto, spesso portano fortuna). In molte storie (comuni anche alle krivapete e ad altri esseri soprannaturali) si narra di come abbiano insegnato agli uomini molte attività artigianali tradizionali, quali la filatura della lana o la caseificazione (tali storie si concludono generalmente con gli uomini che rompono il patto o non si dimostrano riconoscenti e la anguana che se ne va, offesa, senza insegnare loro un'arte essenziale - generalmente la produzione del sale, dello zucchero, del vetro o di altre arti nelle quali la popolazione dei luoghi delle varie leggende è carente).
Nei comuni cimbri veronesi le anguane (in questo territorio chiamate anche Bele Butèle, Belle Ragazze), erano un tempo addette ai pozzi e lavavano i panni della gente delle contrade, ma si rifiutavano di lavare i capi di colore nero. A Campofontana abitavano in una grotta dietro al Sengio Rosso, sotto la vetta del monte Telegrafo.
Talora (così come le "sorelle" krivapete) assumono tratti sinistri. In diverse leggende sono solite terrorizzare o burlare i viaggiatori notturni, spargere discordia, in particolare tra le donne, rivelando segreti e pettegolezzi, inoltre, se insultate, sono inclini alla vendetta, portando sfortuna a vita al malcapitato (molte leggende tuttavia specificano chiaramente che, a differenza di orchi e "strie", le streghe, le anguane non uccidono mai uomini o animali). Si dice anche che spesso asserviscano coloro che si attardano fuori casa la sera (soprattutto giovani ragazze), costringendoli a riempire vanamente cesti di vimini (incapaci di trattenere l'acqua) per tutta la vita. Altri racconti popolari, invece, raccontano vicende di anguane male intenzionate ingannate dall'astuto protagonista che chiede loro di riempire un cesto di vimini, trattenendole così fino al sorgere del sole (in diversi luoghi del Friuli vigeva l'usanza di lasciare davanti all'ingresso un cesto di vimini, che l'agana avrebbe invano cercato di riempire per tutta la notte, lasciando in pace gli abitanti della casa).
Secondo la tradizione popolare, le anguane smisero di mescolarsi con le persone comuni dopo il Concilio di Trento. Il passaggio dalla dedicazione all'anguana alla titolazione al diavolo deriva dalla demonizzazione delle divinità pagane nel medioevo.
Era presente il culto dell'anguana presso lo Scalfìn dal diaul (= Tallone del diavolo), detto anche Cèpp da l'Angua, a Canzo. Questo viene ricordato durante la sofisticata celebrazione della Giubiana da Canz con la presenza del personaggio. Anche numerosi luoghi del Triveneto ricordano le anguane nella toponomastica: grotte, massi, rupi valli. L'Anguan-tal, valle dell'Anguana, è una zona di contrada Pagani di Campofontana, Verona. Buso dell'anguana è il nome dato a diverse caverne del Vicentino.
La figura dell'Anguana (probabilmente da Anguis, serpente, biscia) si inserisce all'interno di una vastissima galassia di donne serpenti o pisciformi, che affonda le proprie radici nella mitologia più antica, addirittura riferita a riti sciamanici della preistoria indoeuropea. Queste semi divinità femminili, sempre legate all'acqua, sono caratterizzate da alcuni tratti comuni: hanno un aspetto almeno parzialmente o temporaneamente antropomorfo ma hanno una profonda animalità, tanto da dominare il mondo animale e da essere identificata con un animale totemico; sono sessualizzate: gli uomini possono avere con loro una relazione anche figliale (fate madrine o nutrici, da contrapporsi alla figura ostile della fata matrigna), oppure erotica; sono superdonne, signore della magia e del tempo; sono spesso raccontate in forma plurale, per lo più come una triade di splendide fanciulle; abitano sempre in una dimensione lontana e spesso inaccessibile e per raggiungerle bisogna affrontare prove difficili; sono connesse al sole ed alla vita, oppure, in contrapposizione, alle tenebre  ed al mondo ctonio ed alla morte. Più strettamente, le anguane hanno moltissimi punti di contatto con la Melusine francese, generatrice della stirpe dei Lusignano.

## Nella cultura di massa
- Il gruppo pop-folk badiotto Ganes prende il suo nome dalla traduzione ladina del termine "anguana".[3]
- Il canto dell'anguana è il titolo di un album del 2010 della cantautrice Patrizia Laquidara.
- Le anguane sono presenze ricorrenti nei romanzi fantasy storici dell'autore italiano Giuseppe Pederiali (ad es. in Donna di spade).
- Il nome "Anguana" è usato nel fumetto Monster Allergy come il nome di una razza di streghe commercianti, per quanto esse non abbiano alcun collegamento diretto con le omonime creature mitologiche.